# Dolmen de la Colle (Mons)

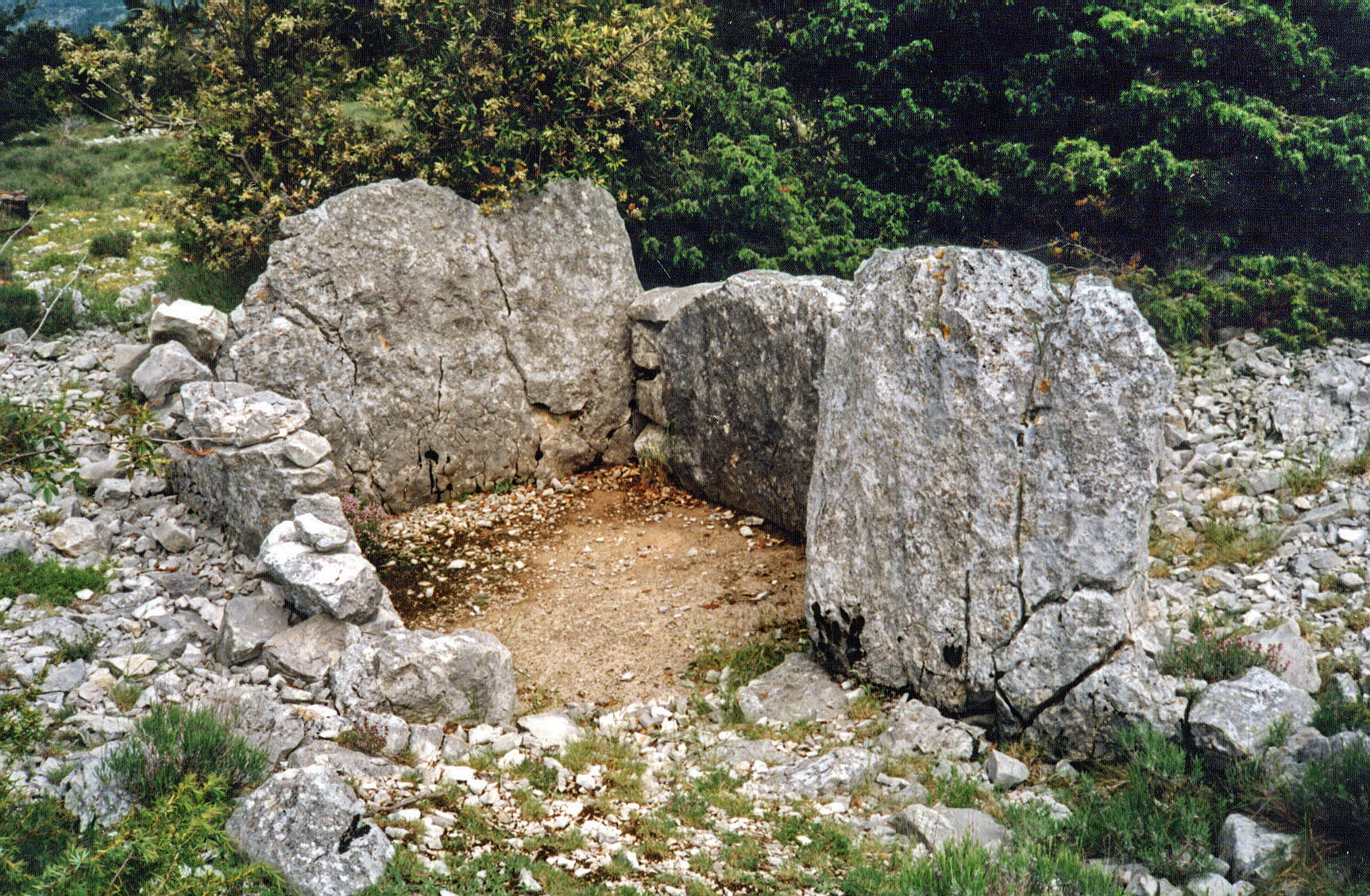
Dolmen de la Colle

Der Dolmen de la Colle ist ein Dolmen nordöstlich von Mons im Departement Var in Frankreich. Dolmen ist in Frankreich der Oberbegriff für neolithische Megalithanlagen aller Art (siehe: Französische Nomenklatur).
Der Dolmen liegt etwas weniger als einen Kilometer südwestlich des Dolmen de la Brainée auf einem Pass in 970 m Höhe. Er wurde 1929 von Paul Goby (1879–1937) und 1974 von Jean Courtin (geb. 1936) erwähnt und 1990 von Hélène Barge-Mahieu restauriert.
Der Cairn hat einen Durchmesser von etwa 10 Metern. Der kleine Dolmen ist aus lokalem Kalkstein. Die Kammer ist 2,1 m lang und 1,6 m breit. Sie wird durch zwei große seitliche Orthostaten und eine große Endplatte begrenzt, die durch Trockenmauerwerk von den seitlichen Platten getrennt ist. Im Westen schließt ein kleiner Gang an, von dem nur eine 1,7 m lange Platte im Südosten erhalten ist.
Der Dolmen wurde zu einem unbekannten Zeitpunkt untersucht.
In der Nähe liegt der Dolmen de la Brainée.

Dolmen de la Colle
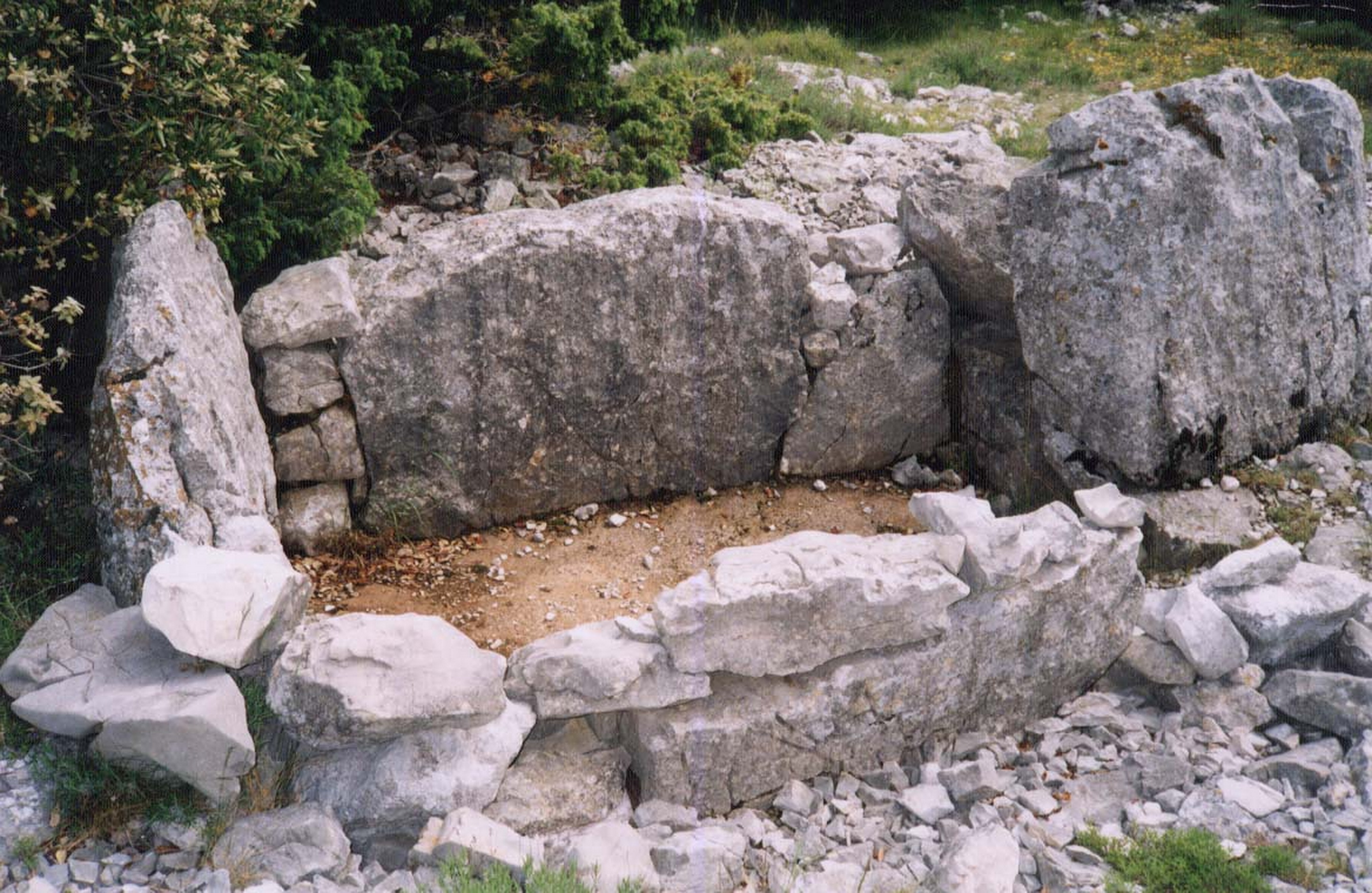
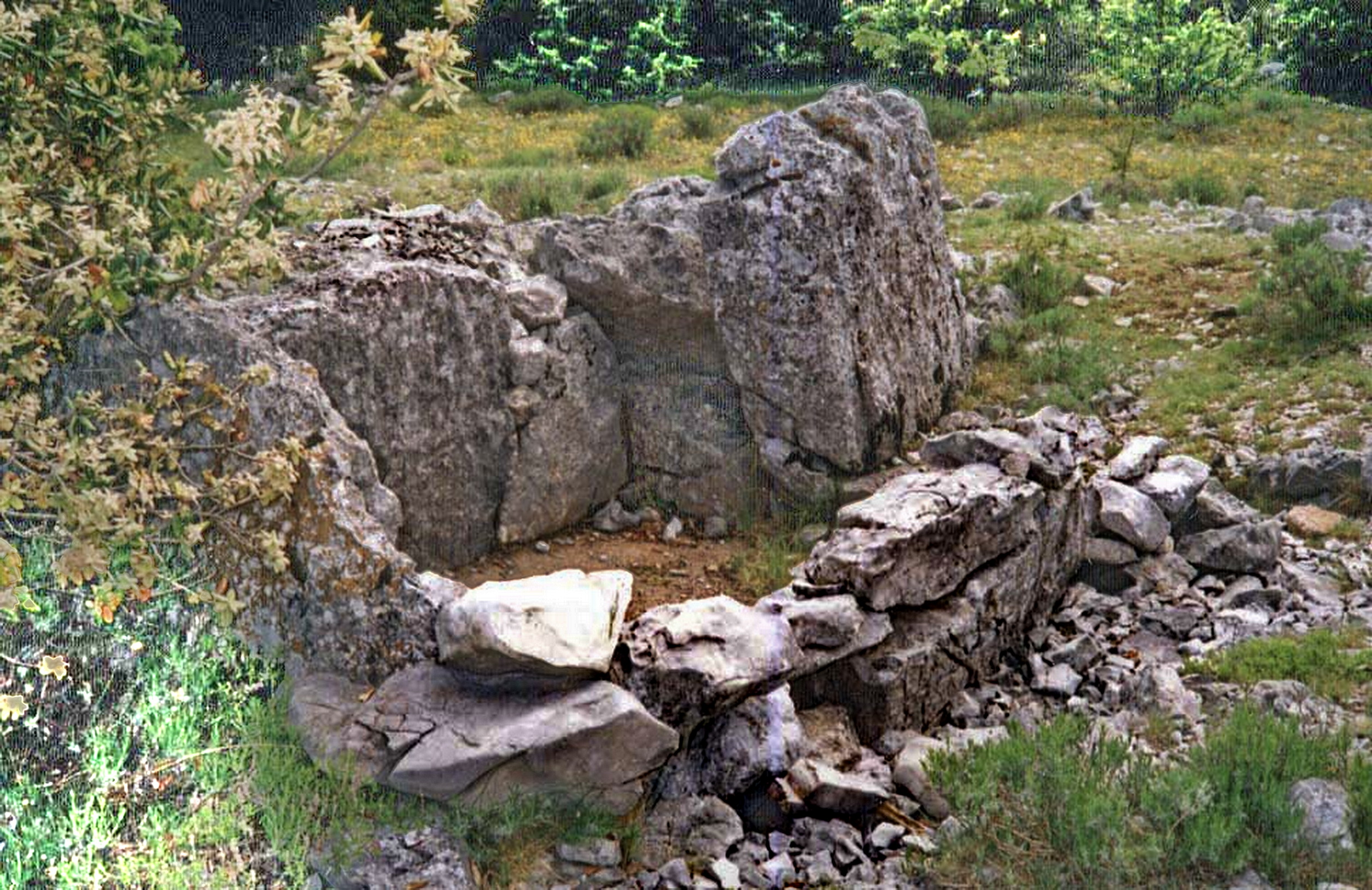
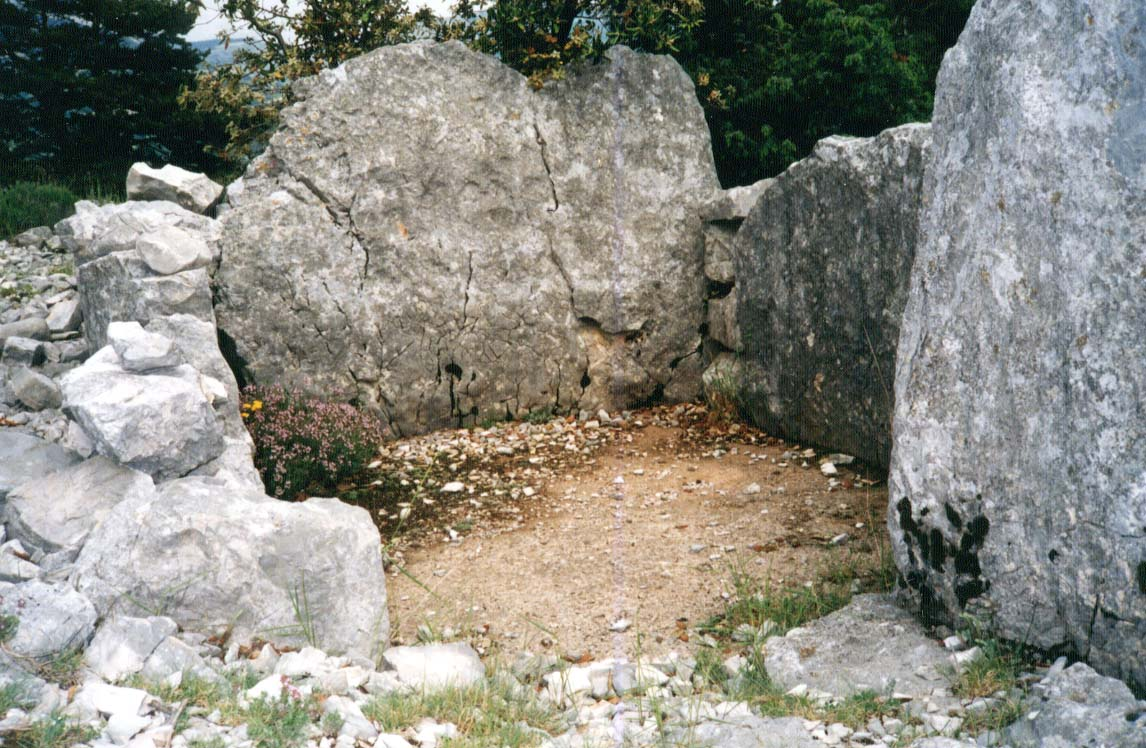